# File Transfer, Access and Management
File Transfer, Access and Management (FTAM) ist ein standardisiertes Datenkommunikations-Protokoll für den Dateitransfer, standardisiert von OSI und übernommen von ISO und DIN.
FTAM definiert einen erheblich größeren Funktionsumfang, als es rudimentäre Dateitransferprotokolle wie FTP bieten. FTAM spezifiziert ein virtuelles Dateisystem mit baumartiger Zugriffsstruktur, wobei die Dateneinheiten an den Knoten wieder geordnete Bäume sein können. Auf diese Weise werden sehr komplexe Dateistrukturen ermöglicht. Der Standard stellt zur Beschreibung dieser Strukturen auch eine vielfältige Auswahl von Attributen und Operationen zur Verfügung. FTAM wird als Softwareprodukt in bestimmten funktionalen Profilen von vielen Herstellern angeboten und ist eine besonders in heterogenen EDV-Umgebungen geeignete Software für Dateioperationen.
Wie bei allen Netzwerkprotokollen, die auf den OSI-Standards beruhen, ist die Verwendung von FTAM im PC-Bereich nicht sehr verbreitet und im Wesentlichen auf den kommerziellen Bereich beschränkt. Vorwiegend Behörden und andere öffentliche Auftraggeber setz(t)en FTAM wegen seiner Herstellerunabhängigkeit ein. Eine Rolle spielt das FTAM-Verfahren noch bei der Kommunikation von Leistungserbringern im Gesundheitswesen.

## Entwicklung
Im Zahlungsverkehr wurde der FTAM-Standard noch bis zum 31. Dezember 2010 unterstützt. Die im Zentralen Kreditausschuss (ZKA; heute Die Deutsche Kreditwirtschaft) zusammengeschlossenen Spitzenverbände des Kreditgewerbes haben Änderungen der technischen Anlagen des DFÜ-Abkommens beschlossen, die eine internetbasierte Kommunikation zwischen Kunden und Kreditinstituten ermöglichen. Das neue Übertragungsverfahren heißt Electronic Banking Internet Communication Standard (EBICS) und wird bereits seit dem 1. Januar 2008 genutzt.
Die automatisierte Kommunikation mit Zollbehörden im Zusammenhang mit dem Import oder Export von Waren erfolgte bisher mit X.400 oder FTAM über das EMCS-Verfahren. Die Umstellung auf die ab 30. Juni 2016 verbindliche Version 2.2 führt zum Wegfall der ebenfalls schon älteren X.400-Variante, so dass FTAM hier wieder an Bedeutung gewinnt.

## Kritik
FTAM ist heute praktisch nur noch im Datenverkehr mit bestimmten Behörden und im Gesundheitswesen anzutreffen, wo Veränderungsprozesse hohe Hürden überwinden müssen, weil gesetzliche Regelungen zu beachten sind, zahlreiche Kommunikationsteilnehmer berücksichtigt werden müssen und/oder die Priorität der Teilnehmer weitaus stärker auf Sicherheit als auf Wirtschaftlichkeit liegt.
Im B2B-Umfeld etablieren sich mehr und mehr Messaging-Protokolle wie AS2 für asynchrone Verfahren, sowie Service-Protokolle wie SOAP, mit denen synchron Daten ausgetauscht und verarbeitet werden können. Sie beruhen auf verbreiteten Internet-Anwendungen wie SMTP oder http.
Im Gegensatz zu staatlichen Stellen, Krankenkassen usw. ist in kleineren und mittelständischen Unternehmen der Spezialisierungsgrad der IT-Mitarbeiter und -Dienstleister oft nicht sehr hoch. Wenig verbreitete Protokolle wie FTAM werden hier als nachteilig angesehen, auch wenn sie technisch ausgereift und leistungsfähig sind.